# Викмане, Лелде
Лелде Викмане (латыш. Lelde Vikmane, род. 16 июля 1960, Рига, Латвия) — советская и латвийская актриса театра и кино.

## Биография
Училась в хореографическом училище в Риге, с 1975 по 1978 год в студии киноактёра при Рижской киностудии, затем поступила на театральный факультет. В 1982 году окончила отделение театрального искусства факультета культуры и искусствознания Латвийской государственной консерватории (седьмую студию театра Дайлес (педагог Арнольд Лининьш) Государственного академического художественного театра имени Я. Райниса Латвийской ССР). С 1978 по 1992 год — актриса Рижского академического художественного театра имени Яна Райниса (театр Дайлес). Играла в независимом театре «Kabata» и Jaunais Rīgas Teātris (Новом Рижском театре).
С 1995 года в рекламном бизнесе, была менеджером журналов «Kosmetik Baltikum», «Podium Art», «Rīgas Laiks» и «Baltic Outlook». Сотрудничала с каналом TV3 Latvia, руководитель программы.

## Личная жизнь
Первый муж — оперный певец Айварс Крансманис (1954) в браке с 1980 по 2002 год, сын Рудольф (Ru Wikmann), инструктор по фитнесу.

## Фильмография
- 2011 / Я тебя люблю, Рига (латыш. Es mīlu tevi, Rīga) —Одинокая
- 2002 / Каменская-2 (телесериал) — Ксения
- 2000 / Рижский гамбит) (латыш. Rīgas gambīts) (телесериал) — Лайне Аршанска
- 2000 / Страшное лето (латыш. Baiga vasara)
- 1993 / Рождественский переполох (латыш. Ziemassvētku jampadracis) — добродушная госпожа
- 1992 / Дуплет (латыш. Duplets) — администратор в гостинице
- 1991 / Оружие Зевса
- 1991 / Сто вёрст по реке (латыш. Simst verstis pa upi) — Тэмэза
- 1991 / Времена землемеров (латыш. Mērnieku laiki) — госпожа
- 1991 / Сократ — Бакхида
- 1991 / Кодры (Codrii «Молдова Фильм») — Илеана-Елена
- 1989 / Семья Зитаров / Старое моряцкое гнездо (латыш. Zītaru dzimta / Vecā jūrnieku ligzda) — Элзa
- 1988 / Мель (латыш. Sēklis)
- 1987 / Человек свиты (латыш. Svītas cilvēks)
- 1987 / Квартет
- 1986 / О том, чего не было (УЗБЕКФИЛЬМ, Камара Камалова) — Секретаршa, Oна
- 1986 / Последний репортаж (латыш. Pēdējā reportāža)
- 1985 / Последняя индульгенция (латыш. Pēdējā indulgence) — Ирена Канцане
- 1984 / Нужна солистка (латыш. Vajadzīga soliste) — Эвия
- 1983 / Впереди океан — Илга
- 1983 / Каменистый путь — эпизод
- 1982 / Возвращение Баттерфляй
- 1982 / Таран (латыш. Tarāns) — Яна
- 1980 / Вечерний вариант (латыш. Vakara variants) — Юлия
- 1980 / Долгая дорога в дюнах (латыш. Ilgais ceļš kāpās) — Айна
- 1979 / За стеклянной дверью (латыш. Aiz stikla durvīm)
- 1978 / Ралли (латыш. Rallijs) — Дора
- 1977 / Подарки по телефону (латыш.  Dāvanas pa telefonu)
- 1976 / Эта опасная дверь на балкон (латыш. Šīs bīstamās balkona durvis)